# 田名部おしまこ
田名部おしまこ（たなぶおしまこ）は青森県下北半島一帯で唄い踊られる盆踊り・盆唄である。

## 由来と派生
寛文4年（1664）7月、南部藩第3代藩主南部重直公が視察のために下北を訪れた。重直公は、代官所が置かれていた田名部（むつ市）にて、人々を集めて盆踊をさせた。その中におしまという美しく、澄みわたる美しい声の女性がいた。おしまの音頭で人々は唄い、踊った。これに重直公は大変満足し、褒美を取らせたという逸話が残っている。
一説にナニャドヤラから派生したといわれている。江戸時代以前、意味不明の五・七・五調の歌詞を反復して唄い踊るものであったが、これに新しい歌詞がつけられ新唄が登場した。江戸時代に入ると、それより長い七・七・七・五調が誕生し、この頃にナニャドヤラからおしまこが派生したとされている。やがて、おしまという名に「～こ」をつけておしまこと呼ばれ、現在の八戸市、三戸郡一帯に大流行したが、時代とともに次第に衰えた。

## 盆踊りとしてのおしまこ
田名部おしまこは下北の盆踊りの定番曲である。地元では「おしまこ」の名で知られている。大湊ネブタ（8月最初の金・土・日）、田名部子どもネブタ（8月上旬）、田名部まつり期間中の8月18日には、人々がおしまこにのせて踊る様子を見ることができる。むつ市内に限らず、下北半島内で見ることができる。
盆踊りの場で多く使用されているおしまこは、オーケストラ伴奏にのせたもので、盆踊りと観光用に昭和40年代につくられたものである。その踊り方は、輪踊りと流し踊りの二種類がある。
しかし、近年では太鼓と唄にあわせて踊る本来の田名部おしまこを復活させる事業が行われている。旧節、中節、新節の３つの節があり、踊り方も少しずつ異なる。

## おしまこの歌詞
旧節には「はぁ　なにゃどなされの　なによりとやら　なにゃどなされの　なにゃどやらい」という歌詞がある。ナニャドヤラからの派生と思われる箇所である。
節の違いを問わず、「田名部横町の川の水飲めば八十婆様（ばさま）も若くなる」という歌詞があるのが特徴である。

## 民謡としてのおしまこ
元来、おしまこは太鼓や鉦にあわせて唄い踊るものであった。近年になり、津軽三味線奏者の高橋竹山によって三味線伴奏が付けられ、広く演奏され、唄われるようになった。おしまこは、「お島コ節」、「おしまこ節」、「田名部お島コ節」という題名で広まっている。

## 下北美人
おしまこは唄の名称であるが、おしまが大変美しい女性であったことから、その美しさにちなみ、「おしまこ」が下北美人を指す代名詞ともなっている。むつ市では、ミスおしまこコンテストが開催され、選ばれた女性たちが田名部まつり期間中の8月18日に行われるおしまこ流し踊りに華をそえる。

## その他
- 八戸市には白銀おしまこと八太郎おしまこがあり、そのうち白銀おしまこが2008年に保存会が復活した。2009年には白銀おしまこ保存会員が田名部を訪れ、交流がもたれた。